# Tereza Rodshtein
Tereza Rodshtein, rozená Olšarová (* 16. května 1991), je česká šachová mezinárodní velmistryně (WGM). V dětském věku se nejprve věnovala krasobruslení, k šachu ji přivedl její otec Jaroslav Olšar, reprezentant v šachu zrakově handicapovaných. Její sestrou je mezinárodní šachová mistryně Karolína Olšarová. 7. srpna 2015 se vdala za druhého hráče izraelského žebříčku Maxima Rodshteina. Byla členkou oddílu SK Slavia Orlová, nyní hraje za extraligový klub ŠK ZIKUDA Turnov.

## Tituly
V roce 2010 získala titul WIM a mezi lety 2012 až 2015 splnila normu pro udělení titulu WGM, který by jí měl být udělen na kongresu FIDE v Abú Zabí.

## Soutěže jednotlivkyň
V letech 2012 a 2015 se stala mistryní České republiky v šachu. Je trojnásobnou mistryní České republiky v bleskovém šachu z let 2011, 2012 a 2014 a navíc získala bronz v roce 2010.

## Soutěže družstev
Čtyřikrát (2010, 2012, 2014 a 2016) reprezentovala Českou republiku na šachových olympiádách žen, pětkrát (2011, 2013, 2015, 2017 a 2019) na mistrovství Evropy družstev žen a v letech 2011 a 2016 na Mitropa Cupu žen.

### Šachové olympiády žen
Na čtyřech šachových olympiádách žen získala celkem 20 bodů z 33 partií.
| Rok  | Olympiáda | Místo           | Deska | ELO  | Počet bodů | Odehráno partií | individuální pořadí | pořadí družstvo |
| ---- | --------- | --------------- | ----- | ---- | ---------- | --------------- | ------------------- | --------------- |
| 2010 | 39.       | Chanty-Mansijsk | 5.    | 2215 | 4,0        | 8               | 366.                | 50.             |
| 2012 | 40.       | Istanbul        | 4.    | 2241 | 3,5        | 7               | 397.                | 27.             |
| 2014 | 41.       | Tromsø          | 4.    | 2271 | 8,0        | 10              | 19.                 | 21.             |
| 2016 | 42.       | Baku            | 5.    | 2230 | 4,5        | 8               | 327.                | 51.             |

### Česká šachová extraliga
V České šachové extralize odehrála celkem 3 partie v sezóně 2013/14 v družstvu Agentura 64 Grygov.
| Sezona  | Klub               | Elo  | Deska | Počet bodů | Odehráno partií | Procentuální úspěšnost |
| ------- | ------------------ | ---- | ----- | ---------- | --------------- | ---------------------- |
| 2013/14 | Agentura 64 Grygov | 2248 | 13.   | 0,5        | 3               | 16,7 %                 |

### Československá extraliga družstev žen
Čtyřikrát hrála v Československé extralize družstev žen za družstvo SK Slavia Orlová vždy na 3. šachovnici a získala tři zlaté a jednu stříbrnou medaili.
| Sezona | Klub             | Elo  | Deska | Počet bodů | Odehráno partií | Umístění týmu |
| ------ | ---------------- | ---- | ----- | ---------- | --------------- | ------------- |
| 2009   | SK Slavia Orlová | 2106 | 3.    | 6,0        | 7               | 1.            |
| 2010   | SK Slavia Orlová | 2269 | 3.    | 6,0        | 7               | 1.            |
| 2011   | SK Slavia Orlová | 2234 | 3.    | 7,0        | 7               | 1.            |
| 2012   | SK Slavia Orlová | 2209 | 3.    | 7,5        | 9               | 2.            |